# Ngọc tỷ truyền quốc
Ngọc tỷ truyền quốc là Ấn triện Hoàng đế Trung Quốc, bắt đầu từ thời nhà Tần và được truyền qua nhiều triều đại và biến cố trong lịch sử Trung Quốc.
Ngọc tỷ (玉璽) của Hoàng đế là vật tượng trưng cho quyền lực tối thượng của chính bản thân Hoàng đế. Ngọc tỷ còn được coi là Quốc bảo, nên được cất giữ tôn trọng truyền từ đời này sang đời khác. Muốn củng cố tư cách Hoàng đế của mình, các vua chúa dù là cướp ngôi hay được nhường ngôi, thường tìm cách chiếm cho được Ngọc tỷ truyền quốc.

## Ý nghĩa của Ấn triện trước khi có Ngọc tỷ
Ấn triện thực chất là một con dấu. Thời cổ đại, Ấn triện mang ý nghĩa là bằng chứng của quyền lực chính trị của người mang Ấn. Với mỗi chức quan hay tướng quân đội đều có Ấn và người cầm Ấn được coi là người có thực quyền trong tay. Không còn Ấn là không còn quyền. Viên quan nào bị tội phải bãi chức hay bị điều nhậm nơi khác thì phải trả lại Ấn cho triều đình.
Mỗi Ấn triện quy định quyền hạn theo lĩnh vực, quan văn có Ấn riêng và quan võ có Ấn riêng. Vua trao quân sĩ cho một người dưới quyền mình có kèm theo Ấn tướng quân và vị tướng này có toàn quyền chỉ huy quân đội. Chừng nào Ấn còn trong tay vị tướng thì vị tướng đó còn toàn quyền chỉ huy với đội quân đó; khi bị thu Ấn tức là không còn quyền chỉ huy. Trên nguyên tắc, quân sĩ luôn nghe theo người mang Ấn. Chính vì vậy trong thời Hán Sở tranh hùng, khi Lưu Bang bị Hạng Vũ đánh bại ở Thành Cao, phải bỏ trốn đến Tu Vũ với hai tướng dưới quyền là Hàn Tín và Trương Nhĩ. Vì sợ Hàn Tín không nghe mình nên Lưu Bang đã phải nhân lúc Hàn Tín ngủ mà lấy trộm Ấn tướng quân để ra lệnh cho quân sĩ. Hàn Tín và Trương Nhĩ tỉnh dậy mới biết Lưu Bang đã thay đổi hết nhân sự mà mình sắp đặt. Sự việc đó được sử sách gọi là "Lưu Bang cướp quân của Hàn Tín", hành động tượng trưng là việc cướp Ấn tướng.
Việc dùng Ấn làm bằng chứng bổ nhiệm quan lại thực hiện từ thời Đông Chu, gọi là Tỷ, có thể làm bằng kim loại hoặc bằng ngọc, gọi là Quan ấn (官印). Ấn của vua hoặc quan đóng lên văn thư gọi là Tỷ thư (璽書 - văn bản có đóng dấu triện).